# Scotstown, Québec
Scotstown är en stad (kommun av typen ville) i provinsen Québec i Kanada. Den ligger i regionen Estrie, i den sydöstra delen av landet, 300 km öster om huvudstaden Ottawa.